# ビッグクランチ (ORIGINAL LOVEのアルバム)
『ビッグクランチ』は、ORIGINAL LOVEの、2000年8月2日に、前作から約2年ぶりにリリースされた、9枚目のオリジナルアルバム。

## 収録曲
1. 女を捜せ
作詞 : 田島貴男 ⁄ 作曲・編曲：三次皇、田島貴男
2. 地球独楽
作詞・作曲・編曲：田島貴男
3. 愛の薬
作詞・作曲・編曲：田島貴男
4. セックスサファリ問題OK
作詞：三次皇、田島貴男 ⁄ 作曲・編曲：田島貴男
5. ショウマン
作詞・作曲・編曲：田島貴男
6. ダブルバーガー
作詞・作曲・編曲：田島貴男
7. MP
作詞・作曲・編曲：田島貴男
8. 殺し
作詞：小西康陽 ⁄ 作曲・編曲：三次皇、田島貴男
9. 液状チョコレート
作詞・作曲・編曲：田島貴男
10. アポトーシス
作詞・作曲・編曲：田島貴男
11. 地球独楽りプライズ
作詞・作曲・編曲：田島貴男
12. R&R
作詞・作曲・編曲：田島貴男